# Alicja (księżna Ligne)
Alicja, księżna Ligne, właśc. Alix Marie Anne Antonia Charlotte Gabrielle (ur. 24 sierpnia 1929 w Colmar-Berg, zm. 11 lutego 2019) – księżniczka Luksemburga, Nassau i Parmy, księżna Ligne. 
Była szóstym, najmłodszym dzieckiem (czwartą córką) wielkiej księżnej Luksemburga Szarlotty i jej męża Feliksa Burbon-Parmeńskiego oraz siostrą wielkiego księcia Luksemburga Jana, Elżbiety, Marii Adelajdy (1924–2007), Marii Gabrieli (ur. 1925), Karola.

17 sierpnia 1950 poślubiła księcia Antoniego (od 3 marca 1985 trzynastego księcia Ligne). Antoni zmarł 21 sierpnia 2005. Para miała siedmioro dzieci:
- Michel, czternasty książę de Ligne (ur. 26 maja 1951)

∞1981 Eleonora Maria Orleańska-Bragança, księżniczka Brazylii
- książę Wauthier (ur. 10 lipca 1952)

∞1976 hrabina Regine de Renesse
- księżniczka Anne Marie (ur. 3 kwietnia 1954)

∞1981 Olivier Mortgat (rozwód)
- księżniczka Christine (ur. 11 sierpnia 1955)

∞1981 Antoni Orleański-Bragança, książę Brazylii
- księżniczka Sophie (ur. 23 kwietnia 1957)

∞1982 hrabia Philippe de Nicolay (rozwód)
- książę Antoine Lamoral (ur. 28 grudnia 1959)

∞2001 hrabina Jacqueline de Lannoy
- księżniczka Yolande (ur. 16 czerwca 1964)

∞1994 Hugo Townsend